# John Ogonowski

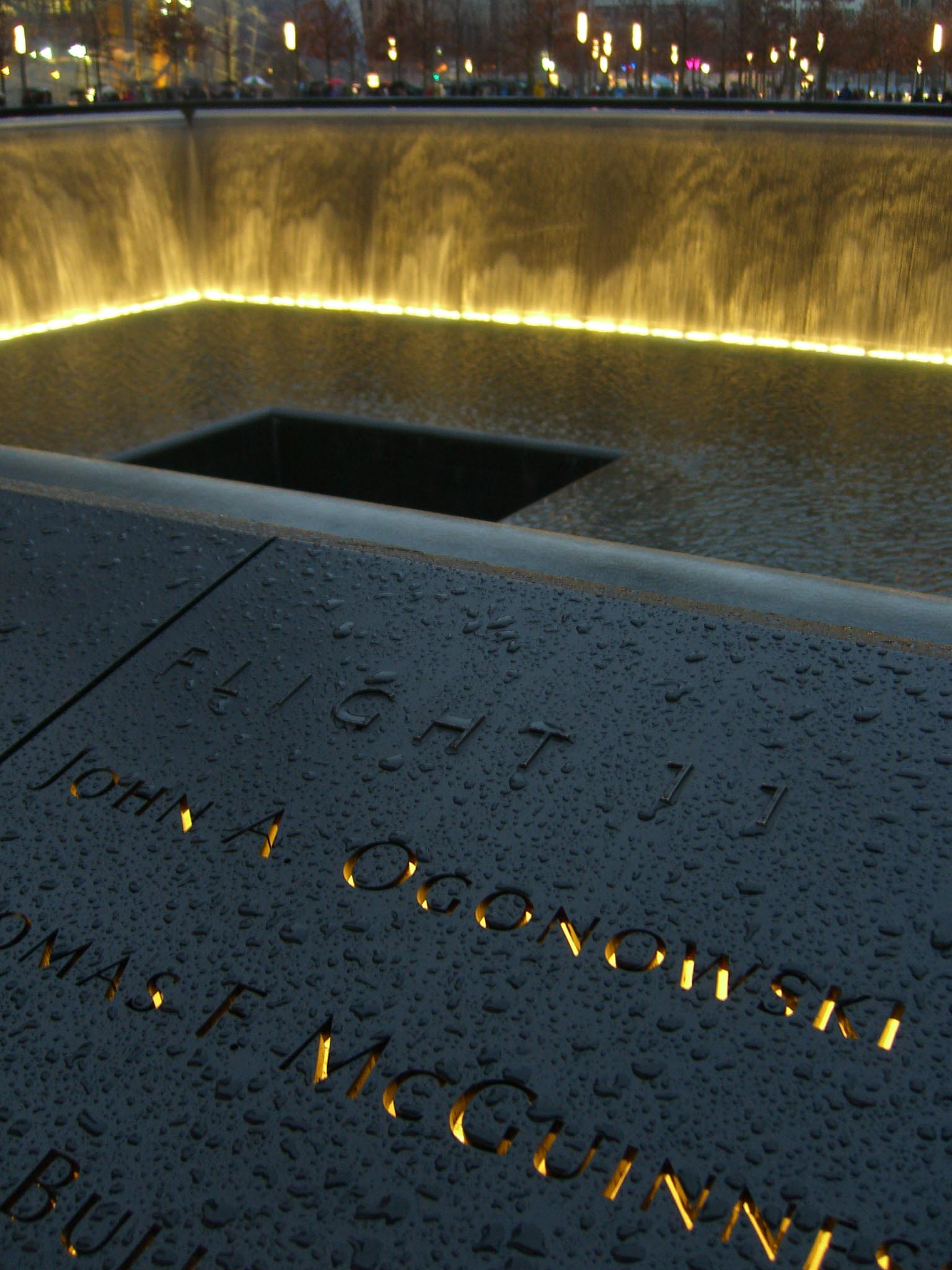
Nazwisko Johna Ogonowskiego na National September 11 Memorial & Museum

John Ogonowski (ur. 24 lutego 1949 w Lowell w stanie Massachusetts, zm. 11 września 2001 w Nowym Jorku) – amerykański pilot pochodzenia polskiego, pilot lotu 11 American Airlines, pierwszego samolotu, który uderzył w World Trade Center (w północną wieżę), podczas ataków terrorystycznych 11 września 2001 roku.

## Życiorys
Ukończył studia na University of Massachusetts Lowell (1972). Mieszkał w Dracut w Massachusetts. Był działaczem promującym rozwój rolnictwa w tym stanie, działał na rzecz umożliwienia pracy rolnikom-imigrantom z Kambodży.
Rozpoczął służbę w United States Air Force w czasie wojny w Wietnamie. Był pilotem samolotów transportowych Lockheed C-141 Starlifter przewożących sprzęt do Azji oraz transportujących zwłoki zabitych Amerykanów do kraju. Służbę w wojsku zakończył w 1978 roku, po czym przeszedł do lotnictwa cywilnego i aż do śmierci pilotował samoloty linii American Airlines. 
Prawdopodobnie został zabity nożem przed uderzeniem samolotu w wieżowiec. Zdążył jeszcze włączyć system radiowy, co pozwoliło kontrolerom lotów słyszeć rozmowy terrorystów w kabinie.
Miał żonę Margaret i trzy córki. Jego młodszy brat Jim także jest działaczem środowisk farmerskich.
W 2003 roku został uhonorowany pośmiertnie tytułem doctora honoris causa nadanym przez University of Massachusetts Lowell. Upamiętniony wieloma pomnikami i miejscami pamięci.